# Jagdishpur (Uttar Pradesh)
Jagdishpur (hindi जगदीशपुर) – miasto w północnych Indiach w stanie Uttar Pradesh, na Nizinie Hindustańskiej.
Populacja miasta w 2001 roku wynosiła 31 029 mieszkańców.